# EFind.ru
eFind.ru (ефайнд.ру) — это интернет-сервис, запущенный в 2002 году и предназначенный для поиска электронных компонентов на складах поставщиков.
Прообразом послужила поисковая система электронных компонентов FindChips.
29 февраля 2016 года на eFind.ru было зарегистрировано 275 поставщиков. В среднем за сутки сайт посещают 5000 человек и совершают, в среднем, 15000 просмотров.
На сайте есть форум для участников рынка .

## Принцип работы
Чтобы стать участником поисковой системы, поставщикам необходимо загрузить складскую информацию во внутреннюю базу данных eFind.ru в формате CSV, либо подключить свой складской сервер к серверу eFind.ru с помощью специального скрипта, который в дальнейшем будет проводить поиск по сайту участника.
Когда посетитель сайта вводит поисковой запрос с наименованием электронного компонента в строку поиска, сервер eFind.ru проводит поиск по имеющимся в базе данных прайс-листам и отправляет запрос всем скриптам, которые будут искать необходимую информацию в подключенных складах.
Все полученные данные образуют результаты поиска, в которых отображается: у каких поставщиков, по какой цене и в каком количестве находится запрашиваемый компонент.

### Ранжирование результатов поиска
В результатах поиска компании располагаются в зависимости от наличия статуса официального дистрибьютора, географического положения и полноты отдаваемой информации. .

### Система контроля качества
С апреля 2015 года сервис ввел систему контроля качества. Менеджер совершает телефонный опрос посетителей сайта, которые сделали онлайн-заказ электронных компонентов, чтобы определить качество исполнения заказов поставщиками. Если опрашиваемый отмечает недобросовестную работу поставщика, менеджер сообщает компании о претензии и просит исправить ситуацию. В случае отказа eFind.ru блокирует поставщика в системе поиска.